# Ігри диявола
Ігри диявола (англ. Before the Devil Knows You're Dead) — спільна американо-англійська детективна кінодрама Сідні Люмета 2007 року. У головних ролях знялися Філіп Сеймур Хоффман, Ітан Хоук, Альберт Фінні. В Україні прем'єра фільму відбулася 31 січня 2008 року.

## Сюжет
Енді Генсон мешкає разом із Джиною, та єдиний щасливий період в їхньому спільному житті - відпустка в Ріо. Генсон мріє про те, щоб повернутися до Бразилії. Він працює аудитором й вкрав у компанії значні кошти. Наближається ревізія, під час якої крадіжку Енді буде викрито.
Його молодший брат Генк розлучився з дружиною. Йому також потрібні гроші, щоб сплачувати аліменти донці, для якої він обрав престижну школу.
Енді придумує план: Генк із іграшковим пістолетом має пограбувати ювелірну крамницю їхніх батьків (Чарльза й Аннетт Генсонів), в якій працює подруга їхньої матері. Генк не може самостійно виконати це, тому залучає до пограбування Боба. Боб використовує справжній пістолет. Виявилося, що в той день в магазині чергувала сама Аннетт Генсон. Злодій смертельно поранив її, а Аннетт вбила Боба.
У день свого народження Чарльз Генсон дізнається, що його дружину поранено. Він вимушений відключити її від апаратів життєзабезпечення.
Енді й Генк переживають через те, що поліція може вийти на їхній слід. Дружина Боба Кріс із своїм братом шантажують Генка.
Джина йде від Енді тому, що він не ділиться з нею своїми проблемами й не цінує жінку. Наостанок вона розповідає, що є коханкою Генка. Енді з Генком грабують наркодилера. Енді вбиває брата Кріс і готується вбити Генка, та Кріс ранить Енді в плече. За братами слідкує їхній батько Чарльз, що від ломбардника дізнався, що Енді продав коштовності, які було викрадено з ювелірного магазину. Енді госпіталізують. Він просить вибачення перед батьком за все, що вчинив. Батько душить його подушкою й іде з лікарні.

## У ролях
- Філіп Сеймур Хоффман — Енді Генсон
- Ітан Гоук — Генк Генсон
- Альберт Фінні — Чарльз Генсон (їхній батько)
- Маріса Томей — Джина Генсон (дружина Енді)
- Розмарі Гарріс — Наннет Генсон
- Алекса Палладіно — Кріс Лазонда (дружина Боббі)
- Майкл Шеннон — Декс (її брат)
- Емі Раян — Марта Генсон (дружина Генка)

## Кінокритика
Кінофільм отримав загалом схвальні відгуки критиків. На сайті Rotten Tomatoes його рейтинг становить 87% (138 схвальних відгуків і 20 несхвальних). Роджер Іберт у рецензії написав: "Кінострічка, я обіцяю, захопить вас і не дозволить думати ні про що інше".